# Академия Жюлиана
Академия Жюлиана (фр. Académie Julian) — частная академия искусств в Париже, основанная художником Родольфо Жюлианом в 1868 году и действовавшая с 1868 по 1968 год. Во второй половине XIX века была крупнейшим конкурентом парижской Школы изящных искусств и другой известной частной школой: Академии Коларосси. Она оставалась известной благодаря количеству и уровню художников, которые учились в ней во время великого периода бурного развития искусства в начале XX века. После 1968 года она объединилась с ESAG Penninghen.

## История
Академия Жюлиана возникла в 1868 году (по другим источникам — в 1873 году). Её основатель, Родольфо Жюлиан, был посредственным художником, но талантливым администратором. С самого начала существования Академии в ней преподавали известные художники, многие из которых были также преподавателями Школы изящных искусств. Кроме того, Жюлиану удалось привлечь в качестве преподавателей четверых членов жюри Парижского салона: Вильяма Бугро, Тони Робера-Флёри, Жюля Лефевра и Гюстава Буланже.
Обучение в Академии Жюлиана могло служить подготовительным этапом для поступления в Школу изящных искусств. Её популярности способствовал и тот факт, что студентам предоставлялось право участвовать в конкурсе на престижную Римскую премию.
Никаких предварительных испытаний для поступления в Академию не требовалось; туда зачислялись не только профессиональные художники, но и любители. Её двери были открыты с 8 утра до позднего вечера. Со временем у Академии появилось несколько филиалов, и к 1880 году количество обучающихся в ней достигало 600 человек.
Успех Жюлиана иногда объясняется тем, что отвергнутый Школой изящных искусств начинающий художник мог учиться здесь под руководством преподавателей этой самой Школы изящных искусств. Будучи членами жюри Салона, различные преподаватели следили за тем, чтобы работы их учеников допускались на выставки, а ученики ежегодно переизбирали своих учителей в жюри Салона. Они имели возможность с гордостью рассказывать, что учатся у знаменитых художников, выставляются в Салоне и находятся на пути к признанию. В Академии не существовало распорядка и дисциплины; даже к профессорам во время их редких посещений не всегда относились с уважением. Некоторые ученики, когда к ним приближался профессор, с откровенным вызовом поворачивали обратной стороной свои картины. Верно и то, что в своих советах разные учителя не всегда придерживались одного направления.
В XIX веке, вплоть до 1897 года, женщины не имели права учиться в Школе изящных искусств. Однако Академия Жюлиана принимала и женщин, предоставляя им уникальную в то время возможность получить художественное образование. В числе учеников Академии была Мария Башкирцева, оставившая воспоминания об Академии и её преподавателях в своём «Дневнике».
Академия Жюлиана пользовалась большой популярностью как среди французских, так и среди иностранных студентов, в особенности американцев. В Академии были ученики из Канады, Бразилии, Польши и других стран.
В 1968 году Академия Жюлиана стала частью Высшей школы изобразительных искусств «Penninghen». Школа продолжает традиции Академии, приглашая выдающихся преподавателей и привлекая учеников из разных стран.